# 八尾本線料金所
八尾本線料金所（やおほんせんりょうきんじょ、八尾本線TB）は、大阪府八尾市新家町にある近畿自動車道の料金所。

## 概要
大阪府松原市の松原JCTと大阪府吹田市の吹田JCTを結ぶ近畿自動車道の本線料金所である。吹田JCT寄りには東大阪南ICがあり、松原寄りには八尾ICがある。

## 料金所

### 吹田JCT方面
- ブース数：8
  - ETC専用：5
  - 一般：3

## 隣
E26 近畿自動車道
(7)東大阪南IC - 八尾本線TB - (8)八尾IC